# Origny-Sainte-Benoite
Pour les articles homonymes, voir Origny (homonymie).
Origny-Sainte-Benoite est une commune française située dans le département de l'Aisne, en région Hauts-de-France.

## Géographie

### Description

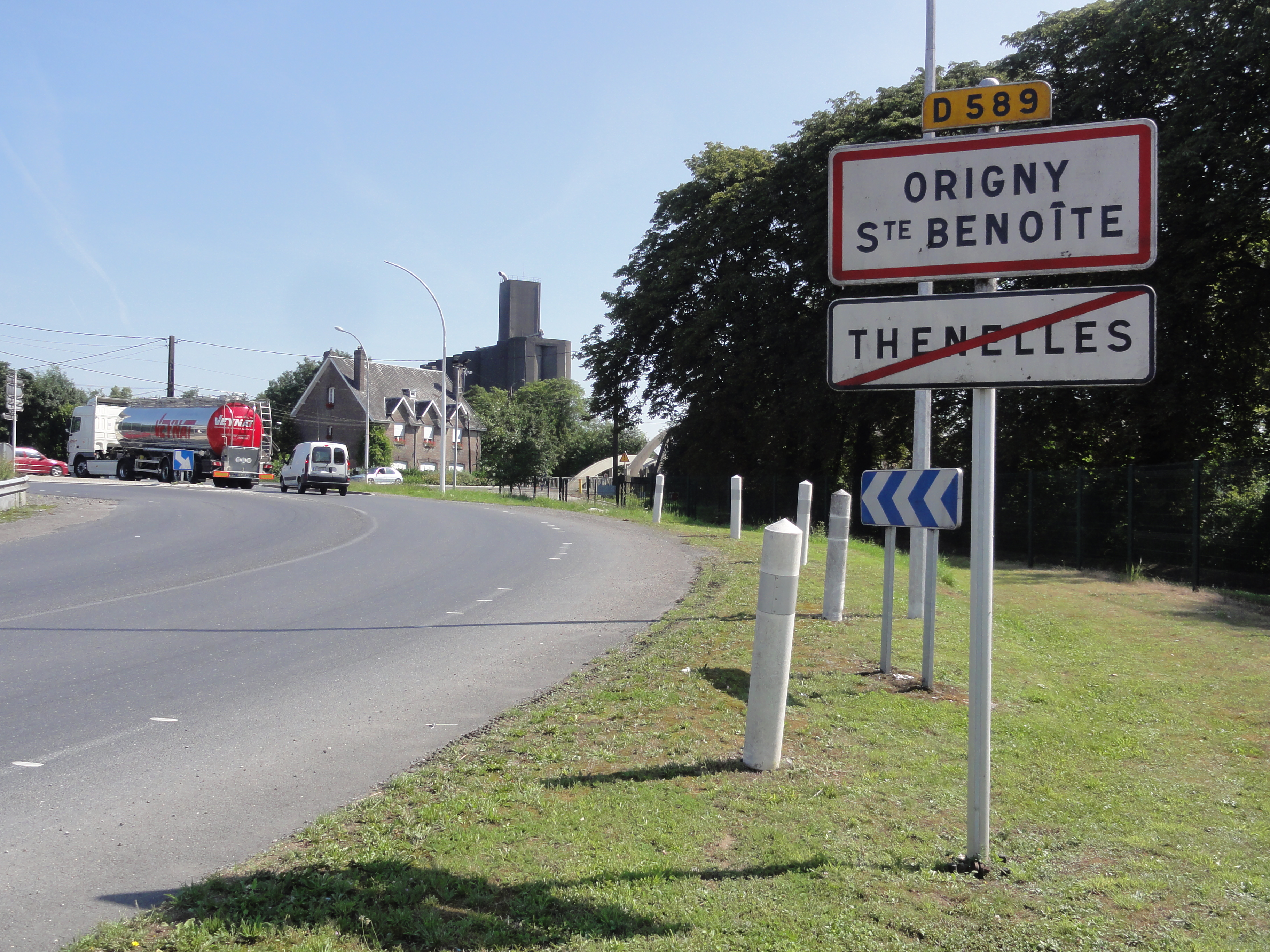
Entrée de la commune.

Origny est un bourg de l'ancienne Thiérache, bâti sur la rive gauche de l'Oise dans l'Aisne situé  à égale distance à peu près de Saint-Quentin (à l'ouest), Bohain-en-Vermandois (au nord) et Guise (au nord-est), sur l'ancienne RN 29 (actuelle RD 1029) qui la relie à Saint-Quentin et Guise, La Capelle et la frontière belge.
Elle est desservie par le chemin de fer touristique du Vermandois de Saint-Quentin à Originy (la ligne est aussi utilisée pour le fret).
La véloroute transeuropéenne Paris - Moscou traverse Origny-Sainte-Benoite.

### Communes limitrophes
Les communes limitrophes sont  Landifay-et-Bertaignemont, Macquigny, Mont-d'Origny, Neuvillette, Parpeville, Pleine-Selve, Ribemont et Thenelles.

### Hydrographie
La commune est située dans le bassin Seine-Normandie. Elle est drainée par le canal de la Sambre à l'Oise, l'Oise, le canal de la commune de Mézières-sur-Oise, la rigole d'alimentation de Hauteville, le canal 01 de la commune de Bernot, le canal du Moulin, le cours d'eau 01 de la commune de Ribemont, le cours d'eau 01 de la commune d'Origny-Sainte-Benoite, l'Oise,,.
L'Oise prend sa source en Belgique, à 309 mètres d'altitude, dans l'ancienne commune de Forges et se jette dans la Seine à 20 mètres d'altitude, au Pointil en rive droite et en aval du centre de Conflans-Sainte-Honorine dans le département des Yvelines. D'une longueur 341 kilomètres, elle est presque entièrement navigable et bordée de canaux sur 104 kilomètres. Les caractéristiques hydrologiques de l'Oise sont données par la station hydrologique située sur la commune. Le débit moyen mensuel est de 12,3 m3/s. Le débit moyen journalier maximum est de 204 m3/s, atteint lors de la crue du 21 décembre 1993. Le débit instantané maximal est quant à lui de 214 m3/s, atteint le même jour.
Le canal de la commune de Mézières-sur-Oise est un canal, chenal non navigable de 11 km qui prend sa source dans la commune dedans la commune  et se termines à Alaincourt, après avoir traversé neuf communes.

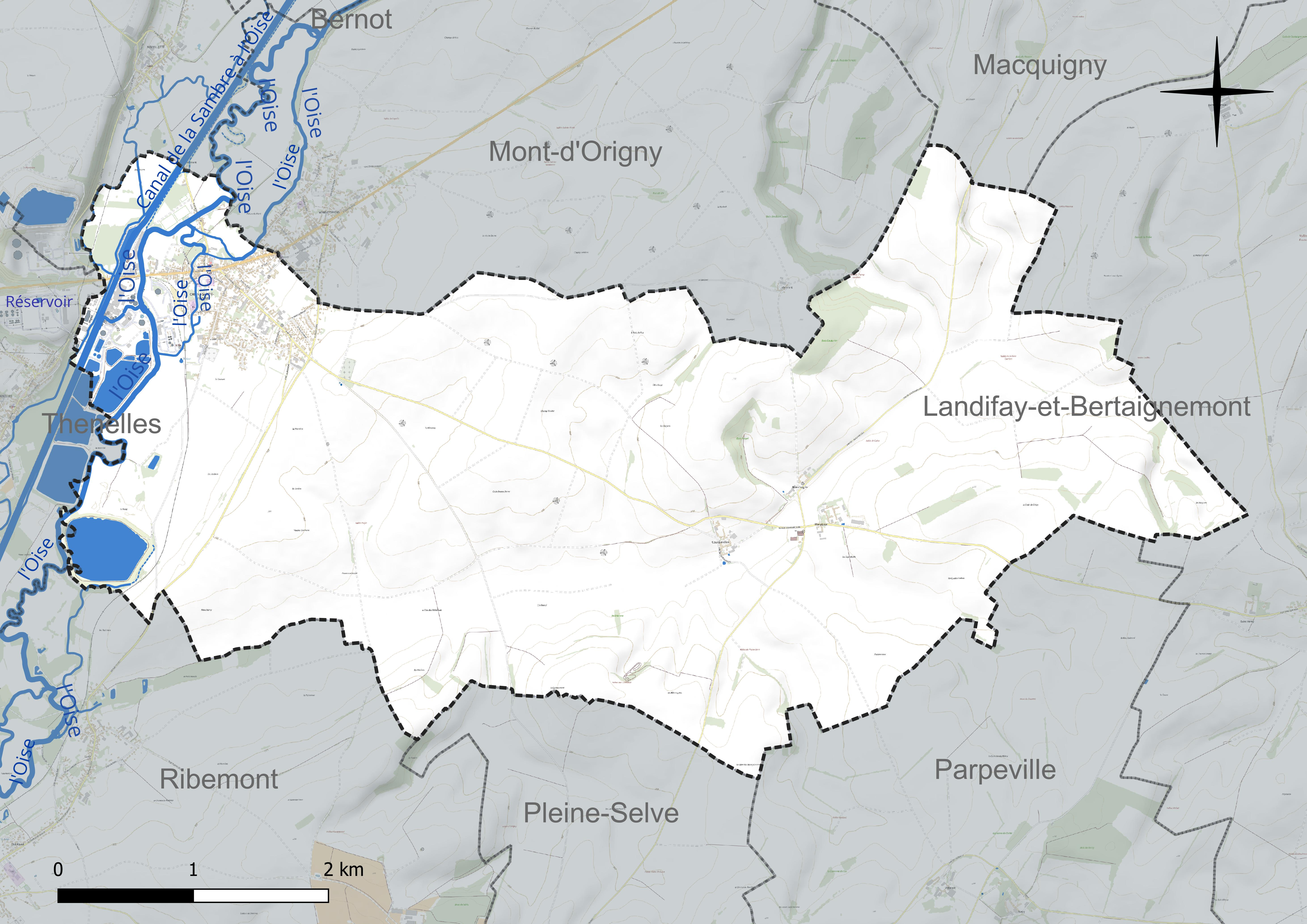
Réseau hydrographique d'Origny-Sainte-Benoite.

Un plan d'eau complète le réseau hydrographique : le canal Sambre à l'Oise (2,1 ha),.

### Climat
Pour des articles plus généraux, voir Climat des Hauts-de-France et Climat de l'Aisne.
En 2010, le climat de la commune est de type climat océanique dégradé des plaines du Centre et du Nord, selon une étude du CNRS s'appuyant sur une série de données couvrant la période 1971-2000. En 2020, Météo-France publie une typologie des climats de la France métropolitaine dans laquelle la commune est exposée à un climat océanique altéré et est dans la région climatique Nord-est du bassin Parisien, caractérisée par un ensoleillement médiocre, une pluviométrie moyenne régulièrement répartie au cours de l'année et un hiver froid (3 °C).
Pour la période 1971-2000, la température annuelle moyenne est de 10,4 °C, avec une amplitude thermique annuelle de 14,9 °C. Le cumul annuel moyen de précipitations est de 729 mm, avec 11,4 jours de précipitations en janvier et 9 jours en juillet. Pour la période 1991-2020, la température moyenne annuelle observée sur la station météorologique la plus proche, située sur la commune de Fontaine-lès-Clercs à 19 km à vol d'oiseau, est de 10,8 °C et le cumul annuel moyen de précipitations est de 683,4 mm,. Pour l'avenir, les paramètres climatiques de la commune estimés pour 2050 selon différents scénarios d'émission de gaz à effet de serre sont consultables sur un site dédié publié par Météo-France en novembre 2022.

## Urbanisme

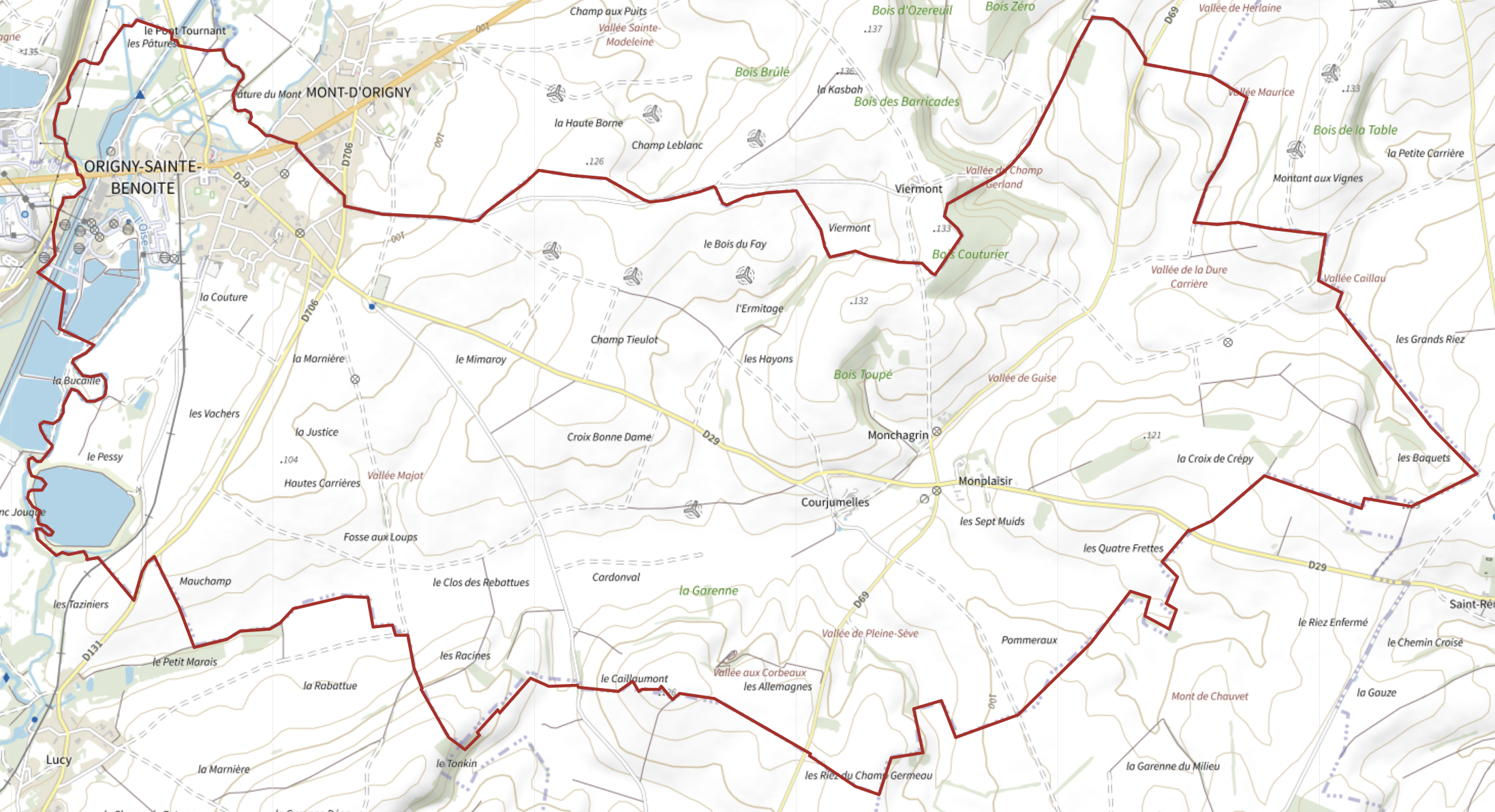
Carte topographique de la commune.

### Typologie
Au 1er janvier 2024, Origny-Sainte-Benoite est catégorisée bourg rural, selon la nouvelle grille communale de densité à 7 niveaux définie par l'Insee en 2022.
Elle appartient à l'unité urbaine d'Origny-Sainte-Benoite, une agglomération intra-départementale dont elle est ville-centre,. Par ailleurs la commune fait partie de l'aire d'attraction de Saint-Quentin, dont elle est une commune de la couronne,. Cette aire, qui regroupe 120 communes, est catégorisée dans les aires de 50 000 à moins de 200 000 habitants,.

### Occupation des sols

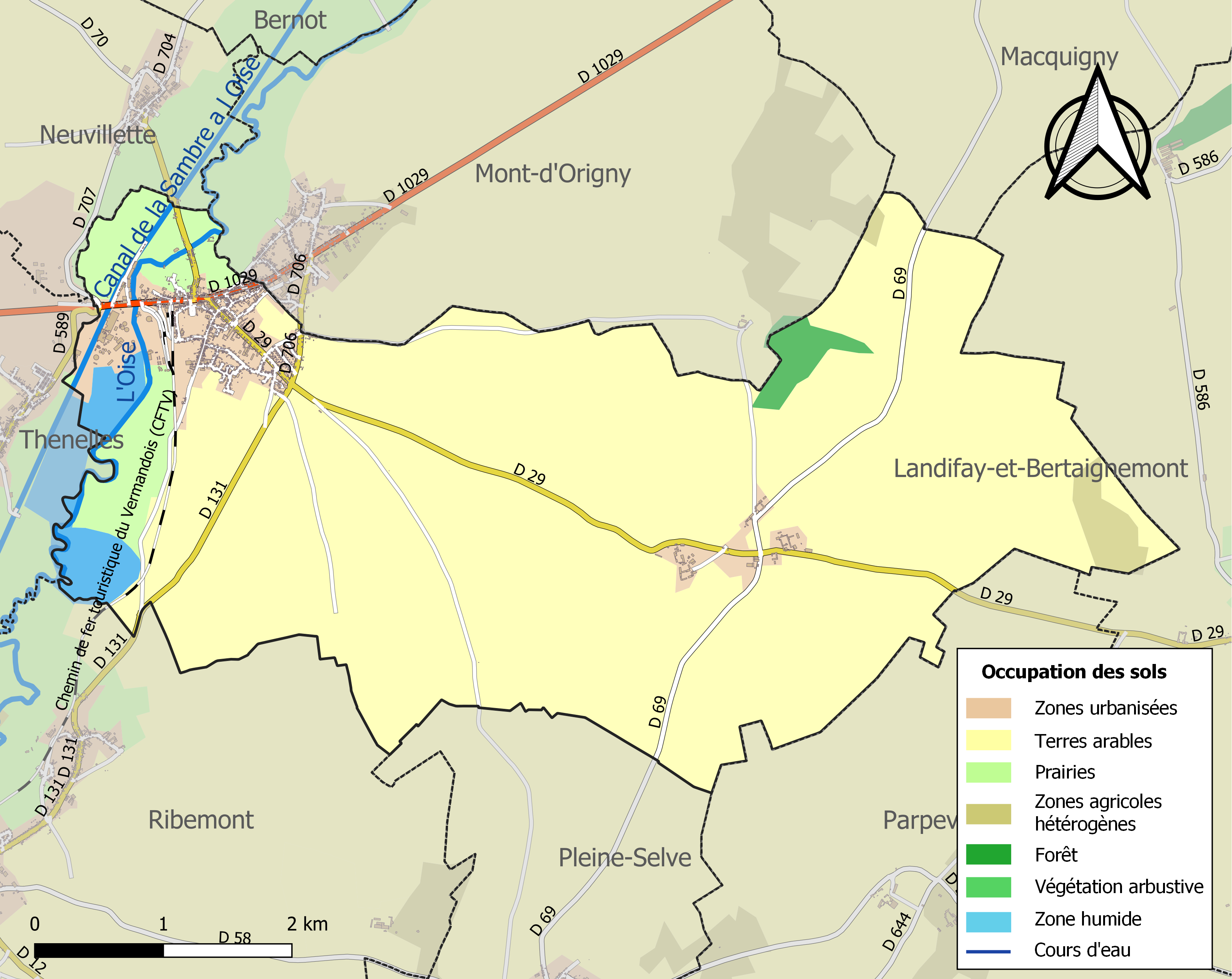
Carte de l'occupation des sols de la commune en 2018 (CLC).

L'occupation des sols de la commune, telle qu'elle ressort de la base de données européenne d'occupation biophysique des sols Corine Land Cover (CLC), est marquée par l'importance des territoires agricoles (90,4 % en 2018), une proportion sensiblement équivalente à celle de 1990 (90,6 %). La répartition détaillée en 2018 est la suivante : 
terres arables (83,5 %), prairies (5,6 %), zones urbanisées (4,7 %), eaux continentales (2,2 %), zones industrielles ou commerciales et réseaux de communication (1,6 %), zones agricoles hétérogènes (1,3 %), forêts (1,1 %).
L'évolution de l'occupation des sols de la commune et de ses infrastructures peut être observée sur les différentes représentations cartographiques du territoire : la carte de Cassini (XVIIIe siècle), la carte d'état-major (1820-1866) et les cartes ou photos aériennes de l'IGN pour la période actuelle (1950 à aujourd'hui).

### Habitat et logement
En 2018, le nombre total de logements dans la commune était de 856, alors qu'il était de 846 en 2013 et de 812 en 2008.
Parmi ces logements, 86,1 % étaient des résidences principales, 1,2 % des résidences secondaires et 12,8 % des logements vacants. Ces logements étaient pour 85,8 % d'entre eux des maisons individuelles et pour 13,8 % des appartements.
Le tableau ci-dessous présente la typologie des logements à Origny-Sainte-Benoite en 2018 en comparaison avec celle de l'Aisne et de la France entière. Une caractéristique marquante du parc de logements est ainsi une proportion de résidences secondaires et logements occasionnels (1,2 %) inférieure à celle du département (3,5 %) et à celle de la France entière (9,7 %). Concernant le statut d'occupation de ces logements, 59,2 % des habitants de la commune sont propriétaires de leur logement (61,5 % en 2013), contre 61,6 % pour l'Aisne et 57,5 % pour la France entière.
| Typologie                                               | Origny-Sainte-Benoite | Aisne | France entière |
| ------------------------------------------------------- | --------------------- | ----- | -------------- |
| Résidences principales (en %)                           | 86,1                  | 86,7  | 82,1           |
| Résidences secondaires et logements occasionnels (en %) | 1,2                   | 3,5   | 9,7            |
| Logements vacants (en %)                                | 12,8                  | 9,8   | 8,2            |

## Toponymie
Le nom du village apparaît pour la première fois en 1145, sous son appellation latine de Origniacum dans un cartulaire de l'abbaye de Saint-Nicolas-aux-Bois. L'orthographe évoluera encore de nombreuses fois en fonction des différents transcripteurs : Origni, Oriniacenis Abbatia, Horiniacum, Orengi, Auregniacum-Sancte-Benediste, Erini, Orinium, Uraigni, Oreigni, Origny-Sainte-Benoiste sur la carte de Cassini au milieu du XVIIIe siècle.
Comme toutes les paroisses portant le nom d'un saint ou d'une sainte, Origny s'appellera officiellement Origny-sur-Oise pendant quelques années sous la Révolution et enfin l'orthographe actuelle Origny-Sainte-Benoite au XIXe siècle.
L'hagiotoponyme Sainte-Benoite fait référence à Benoîte d'Origny, une chrétienne martyrisée en 362 sur le Mont d'Origny aux environs de Saint-Quentin dans le département de l'Aisne, nom de l'ancienne Abbaye d'Origny.

## Histoire

### Moyen Âge
L'abbaye d'Origny a été créée vers 854 par l'évêque de Laon, Pardule, et la reine Ermentrude, épouse de Charles le Chauve, à l'emplacement du tombeau de sainte Benoîte, fille de sénateur romain venue en pèlerinage pour vénérer les reliques de saint Quentin et qui poursuit  son action dans la région. En 362, elle subit le martyre sous le règne de Julien
L'abbaye a disparu au XVIIIe siècle.

### Temps modernes

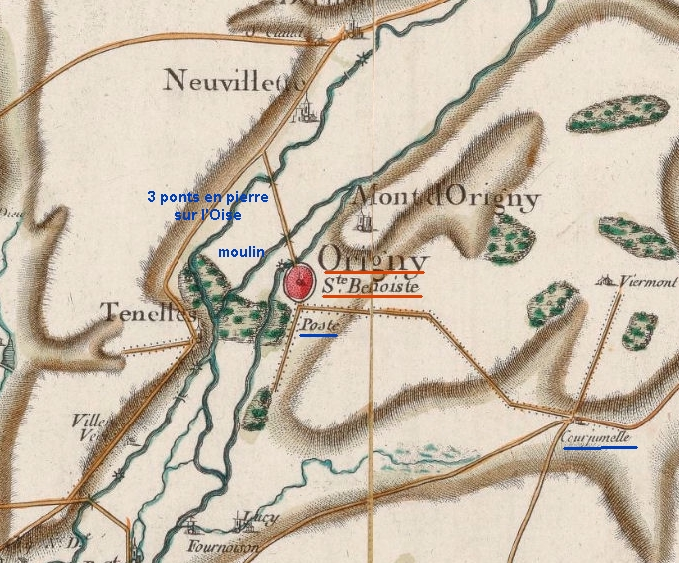
Carte de Cassini du secteur (vers 1750).

La carte de Cassini montre qu'au XVIIIe siècle, Origny-Sainte-Benoite est un bourg situé sur la rive gauche de l'Oise.
Au nord, un chemin franchissant les trois bras de l'Oise grâce à des ponts en pierre permettait de rejoindre la route de Saint-Quentin à Guise
A l'est le hameau de Courjumelle est mentionné pour la première fois en 1413 sous le nom de "les Cours Jumelles".
Un moulin à eau est symbolisé par une roue dentée sur le cours de l'Oise.
La mention Poste indique que la ville possédait un relais de poste pour les chevaux sur la route de Paris. Le relais précédent était à Saint-Quentin et le suivant à Guise.
Sous l'Ancien Régime, la paroisse relevait de l'intendance de Soissons, du bailliage de Ribemont, élection de Guise, diocèse de Laon.

### Époque contemporaine
Passé industriel du bourg
Création en 1908 des « Ciments Artificiels Portland d'Origny-Sainte-Benoite ». Le développement de l'activité économique liée à la cimenterie se poursuit pendant tout le XXe siècle et est marqué par des conflits sociaux et des fusions et absorptions successives, telles que celle avec les Établissements A. Letellier, dès 1961 (qui voit le transfert du siège social à Paris), ou celle (en 1970) avec la société cimentière La Desvroise. Ces regroupements industriels et financiers s'accélèrent alors (Holderbank entrant dans le capital) jusqu'en 2002, année où le groupe prend le nom de Holcim-France-Benelux.
La distillerie coopérative d'Origny, est créée en 1932. Après l'élargissement de son activité vers la sucrerie et plusieurs regroupements (Béghin-Say) forme le groupe connu actuellement sous le nom Tereos.
Passé ferroviaire
De 1874 à 1968, Origny a été desservie pour les voyageurs par la ligne de chemin de fer secondaire à voie normale de  chemin de fer de Saint-Quentin à Guise qui, venant de Ribemont, longeait le cours de l'Oise, passait à l'ouest du village  et se dirigeait vers Guise.
Chaque jour, cinq trains s'arrêtaient dans chaque sens devant cette gare  pour prendre les passagers qui se rendaient soit à Saint-Quentin, soit à Guise (voir les horaires).
A une époque où le chemin de fer était le moyen de déplacement le plus pratique, cette ligne connaissait un important trafic de passagers et de marchandises.
La gare, en briques et bois avant 1914, fut détruite par les Allemands en 1918; elle a été reconstruite dans les années 1920 en briques avec un étage.
À partir de 1950, avec l'amélioration des routes et le développement du transport automobile, le trafic ferroviaire pour les voyageurs a périclité et la gare est  fermée aux voyageurs en 1968, mais le trafic fret s'est poursuivi pour exporter les productions des industries d'Origny-Sainte-Benoîte (cimenterie, sucrerie-distillerie).
En 2024, elle est toujours en service pour ce trafic mais elle n'est plus empruntée par des voyageurs que certains week-ends avec le Chemin de fer touristique du Vermandois jusqu'à la gare d'Origny qui en est le terminus.

Le chemin de fer
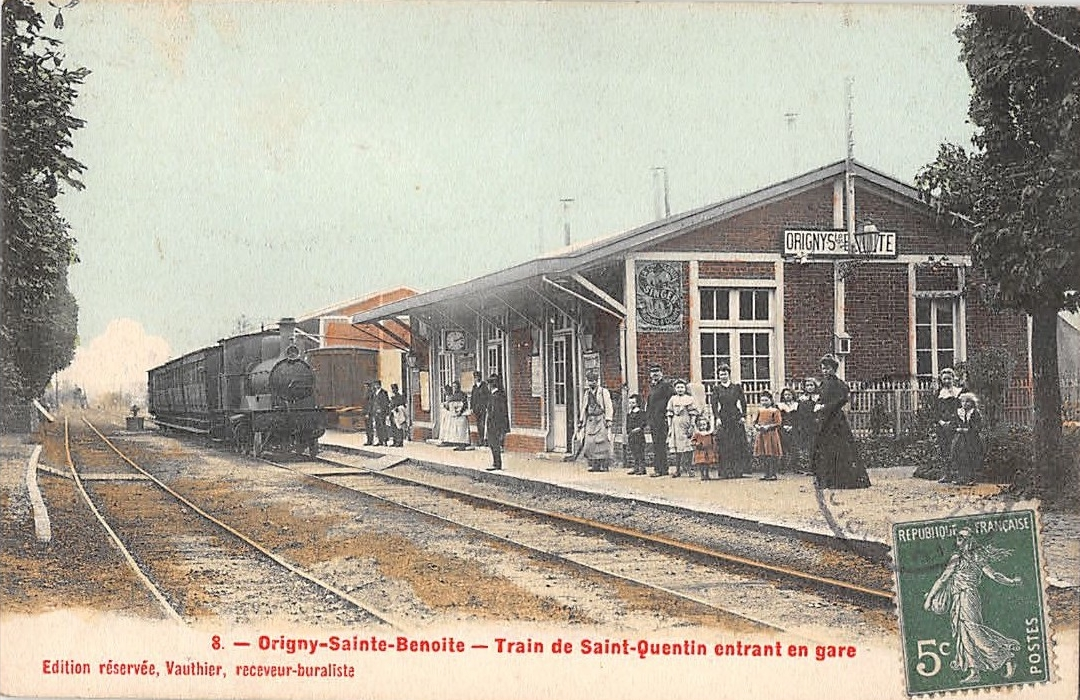
Carte postale de la gare en 1910,  détruite par les Allemands en octobre 1918.
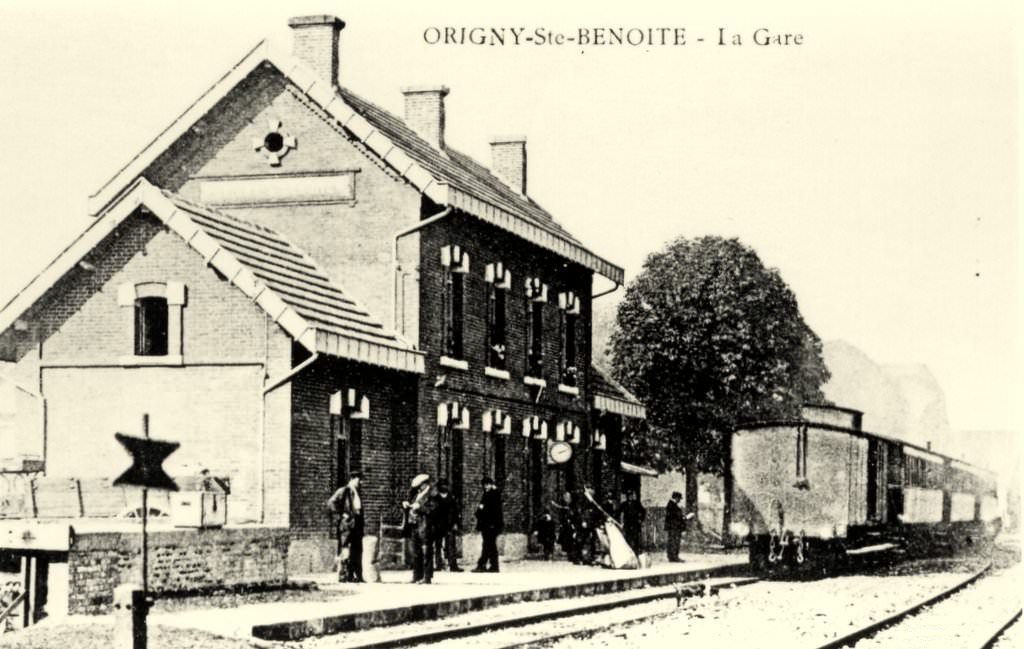
La gare reconstruite vers 1921.
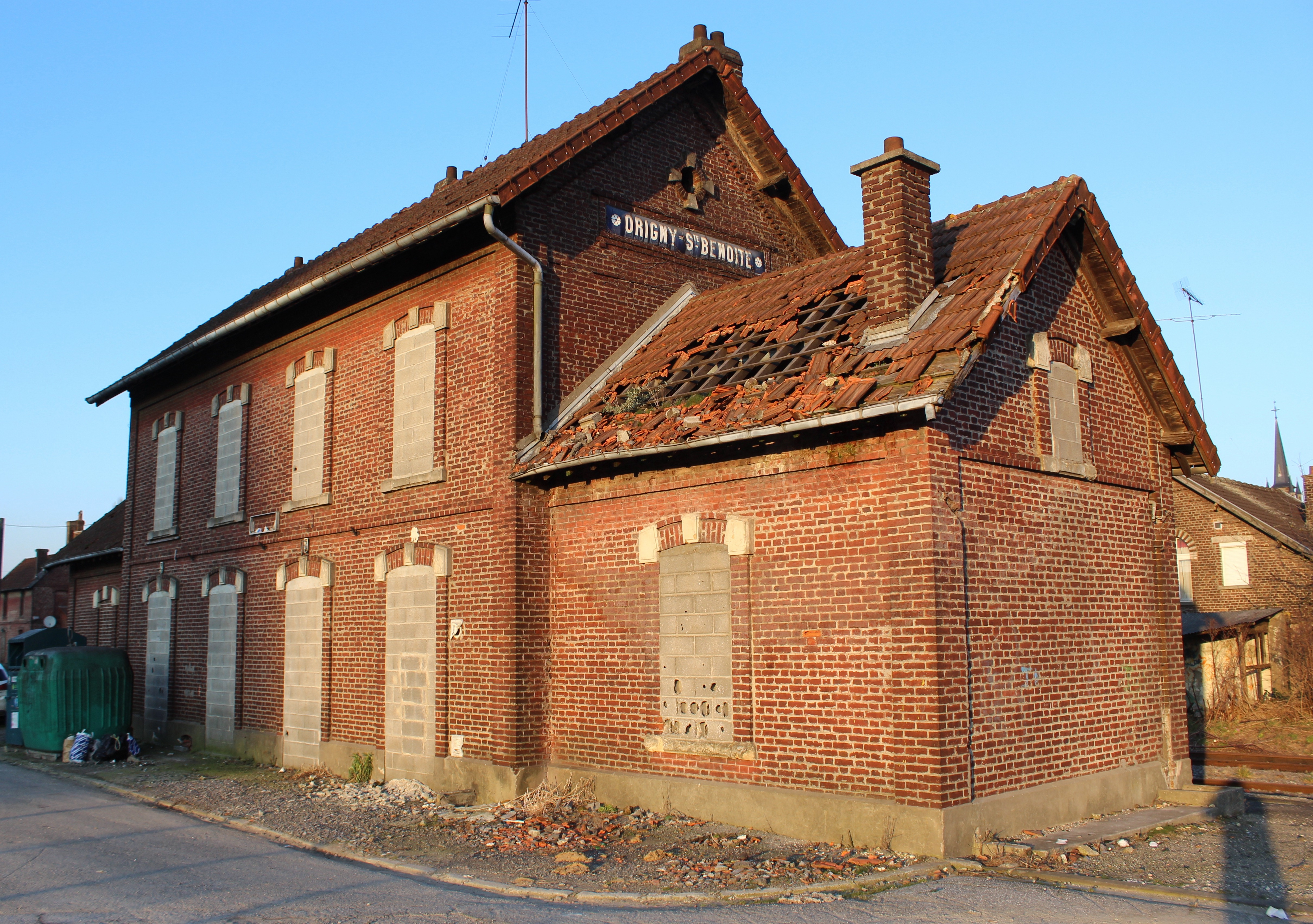
La gare actuellement désaffectée et murée.
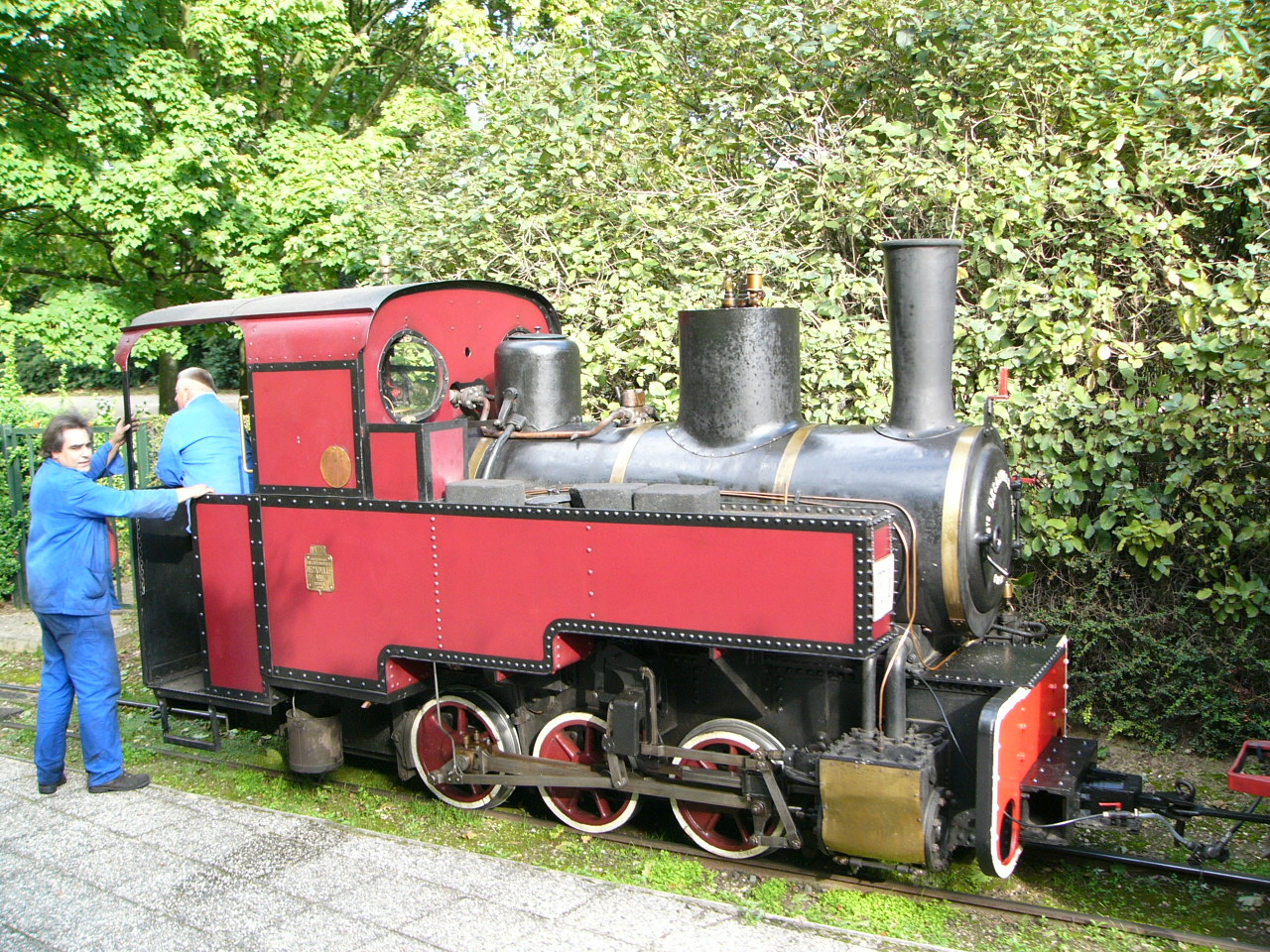
Locomotive à vapeur de collection. Mise en service en 1920, elle fut ensuite utilisée par les Ciments d'Origny.

## Politique et administration

### Rattachements administratifs et électoraux

#### Rattachements administratifs
La commune se trouve dans l'arrondissement de Saint-Quentin du département de l'Aisne.
Elle faisait partie depuis 1793 du canton de Ribemont. Dans le cadre du redécoupage cantonal de 2014 en France, cette circonscription administrative territoriale a disparu, et le canton n'est plus qu'une circonscription électorale.

#### Rattachements électoraux
Pour les élections départementales, la commune fait partie depuis 2014 d'un nouveau canton de Ribemont porté de 15 à 52 communes
Pour l'élection des députés, elle fait partie de la troisième circonscription de l'Aisne  pour les élections législatives, depuis le dernier découpage électoral de 2010

### Intercommunalité
Origny-Sainte-Benoite était le siège de la petite communauté de communes du Val d'Origny, un établissement public de coopération intercommunale (EPCI) à fiscalité propre créé fin 1992  et auquel la commune avait transféré un certain nombre de ses compétences, dans les conditions déterminées par le code général des collectivités territoriales.
Conformément aux prescriptions de la loi de réforme des collectivités territoriales du 16 décembre 2010, qui a prévu le renforcement et la simplification des intercommunalités et la constitution de structures intercommunales de grande taille, cette intercommunalité a fusionné avec sa voisine pour former, le 1er janvier 2014, la communauté de communes du Val de l'Oise dont est désormais membre la commune.

### Liste des maires
| Période                                  | Période                   | Identité                        | Étiquette | Qualité                                                             |
| ---------------------------------------- | ------------------------- | ------------------------------- | --------- | ------------------------------------------------------------------- |
| Les données manquantes sont à compléter. |                           |                                 |           |                                                                     |
|                                          |                           |                                 |           |                                                                     |
| 1789                                     |                           | E. Cavenne                      |           |                                                                     |
| mars 1790                                |                           | A. Mennechet                    |           |                                                                     |
| 1791                                     |                           | Ch. Godard                      |           |                                                                     |
| 1799                                     |                           | A. Mennechet                    |           |                                                                     |
| 14 floréal an VIII (4 mai 1800)          | mai 1815                  | Joseph Gabriel Armand Mennechet |           |                                                                     |
| juillet 1815                             | juin 1816                 | Jean-François Cahiette          |           |                                                                     |
| juin 1816                                | janvier 1823              | Joseph Gabriel Armand Mennechet |           | Mort en fonction                                                    |
|                                          |                           |                                 |           |                                                                     |
| 1822                                     | 1828                      | François Deparis                |           |                                                                     |
|                                          |                           |                                 |           |                                                                     |
| janvier 1832                             | février 1835              | Philibert Duquesnoy             |           |                                                                     |
| 1835                                     |                           | M. Dubois                       |           |                                                                     |
| 1840                                     |                           | V. N. Bauchart                  |           |                                                                     |
| 1842                                     | 1853                      | Virgile Narcisse Bouchart       |           |                                                                     |
|                                          | décembre 1855             | V. Narcisse Bauchart            |           | Mort en fonction                                                    |
| 1855                                     | décembre 1860             | Auguste Bauchart                |           | Mort en fonction                                                    |
| décembre 1860                            | mars 1867                 | Virgile Romain Antoine Bauchart |           |                                                                     |
|                                          |                           |                                 |           |                                                                     |
| mars 1867                                | juin 1867                 | Jean Baptiste Guilbert          |           |                                                                     |
|                                          |                           |                                 |           |                                                                     |
| 1871                                     |                           | A. Rigault                      |           |                                                                     |
|                                          |                           |                                 |           |                                                                     |
| 1876                                     |                           | R. B. Millerand                 |           |                                                                     |
| 1882                                     |                           | M. Oget-Alliot                  |           |                                                                     |
| 1888                                     |                           | A. Millerand                    |           |                                                                     |
|                                          |                           |                                 |           |                                                                     |
| 1895                                     | 1902                      | Émile Charlier                  |           |                                                                     |
| 1905                                     |                           | M. Gosselin-Grimonpré           |           |                                                                     |
| 1908                                     |                           | Ernest Lemaire                  |           |                                                                     |
| 1913                                     |                           | A. Sellier                      |           |                                                                     |
| 1919                                     | 1924                      | Henri Jacmart                   |           |                                                                     |
| 1929                                     |                           | A. Dupont                       |           |                                                                     |
| 1932                                     |                           | Ph. Duquénois                   |           |                                                                     |
| 1935                                     |                           | E. Mahieux                      |           |                                                                     |
|                                          |                           |                                 |           |                                                                     |
| 1945                                     |                           | G. Gobert                       |           |                                                                     |
| 1947                                     |                           | L. Legrand                      |           |                                                                     |
| 1965                                     | Albert Routier            |                                 |           |                                                                     |
| 1975                                     |                           | M. Haska                        |           |                                                                     |
|                                          |                           |                                 |           |                                                                     |
|                                          | mars 2001                 | Jean Pierre Collet              |           | Professeur des écoles                                               |
| mars 2001                                | mars 2008                 | Michel Planque                  |           | Professeur des écoles                                               |
| mars 2008                                | 21 novembre 2013          | Jean-Marie Serain               |           | Commerçant Décédé en fonction                                       |
| 21 janvier 2014                          | 2014                      | Gilbert Mahu                    |           |                                                                     |
| 2014                                     | mai 2020                  | Francis Delville                | DVG       | Cadre Vice-président de la CC du Val de l'Oise (2014 → 2020)        |
| mai 2020,                                | En cours (au 6 juin 2023) | Dominique Burillon              |           | Ouvrier retraité Vice-président de la CC du Val de l'Oise (2020 → ) |

### Distinctions et labels
- Ville fleurie : une fleur attribuée en 2007 par le Conseil des Villes et Villages Fleuris[38] de France au Concours des villes et villages fleuris[39].

## Équipements et services publics

### Enseignement
Les enfants de la communje sont scolarisés, selon leur âge, à l'école maternelle Marie-Curie puis à l'école primaire Condorcet

## Population et société

### Démographie
L'évolution du nombre d'habitants est connue à travers les recensements de la population effectués dans la commune depuis 1793. Pour les communes de moins de 10 000 habitants, une enquête de recensement portant sur toute la population est réalisée tous les cinq ans, les populations de référence des années intermédiaires étant quant à elles estimées par interpolation ou extrapolation. Pour la commune, le premier recensement exhaustif entrant dans le cadre du nouveau dispositif a été réalisé en 2007.

En 2022, la commune comptait 1 612 habitants, en évolution de −4,84 % par rapport à 2016 (Aisne : −1,97 %, France hors Mayotte : +2,11 %).
| 1793  | 1800  | 1806  | 1821  | 1831  | 1836  | 1841  | 1846  | 1851  |
| ----- | ----- | ----- | ----- | ----- | ----- | ----- | ----- | ----- |
| 2 398 | 1 579 | 1 548 | 1 697 | 1 755 | 1 850 | 1 892 | 2 252 | 2 372 |

| 1856  | 1861  | 1866  | 1872  | 1876  | 1881  | 1886  | 1891  | 1896  |
| ----- | ----- | ----- | ----- | ----- | ----- | ----- | ----- | ----- |
| 2 425 | 2 747 | 2 646 | 2 578 | 2 632 | 2 687 | 2 472 | 2 549 | 2 419 |

| 1901  | 1906  | 1911  | 1921  | 1926  | 1931  | 1936  | 1946  | 1954  |
| ----- | ----- | ----- | ----- | ----- | ----- | ----- | ----- | ----- |
| 2 403 | 2 234 | 2 036 | 1 948 | 1 955 | 2 017 | 1 961 | 1 824 | 2 135 |

| 1962  | 1968  | 1975  | 1982  | 1990  | 1999  | 2006  | 2007  | 2012  |
| ----- | ----- | ----- | ----- | ----- | ----- | ----- | ----- | ----- |
| 2 366 | 2 341 | 2 260 | 2 145 | 1 822 | 1 769 | 1 701 | 1 692 | 1 706 |

| 2017  | 2022  | - | - | - | - | - | - | - |
| ----- | ----- | - | - | - | - | - | - | - |
| 1 685 | 1 612 | - | - | - | - | - | - | - |

## Économie

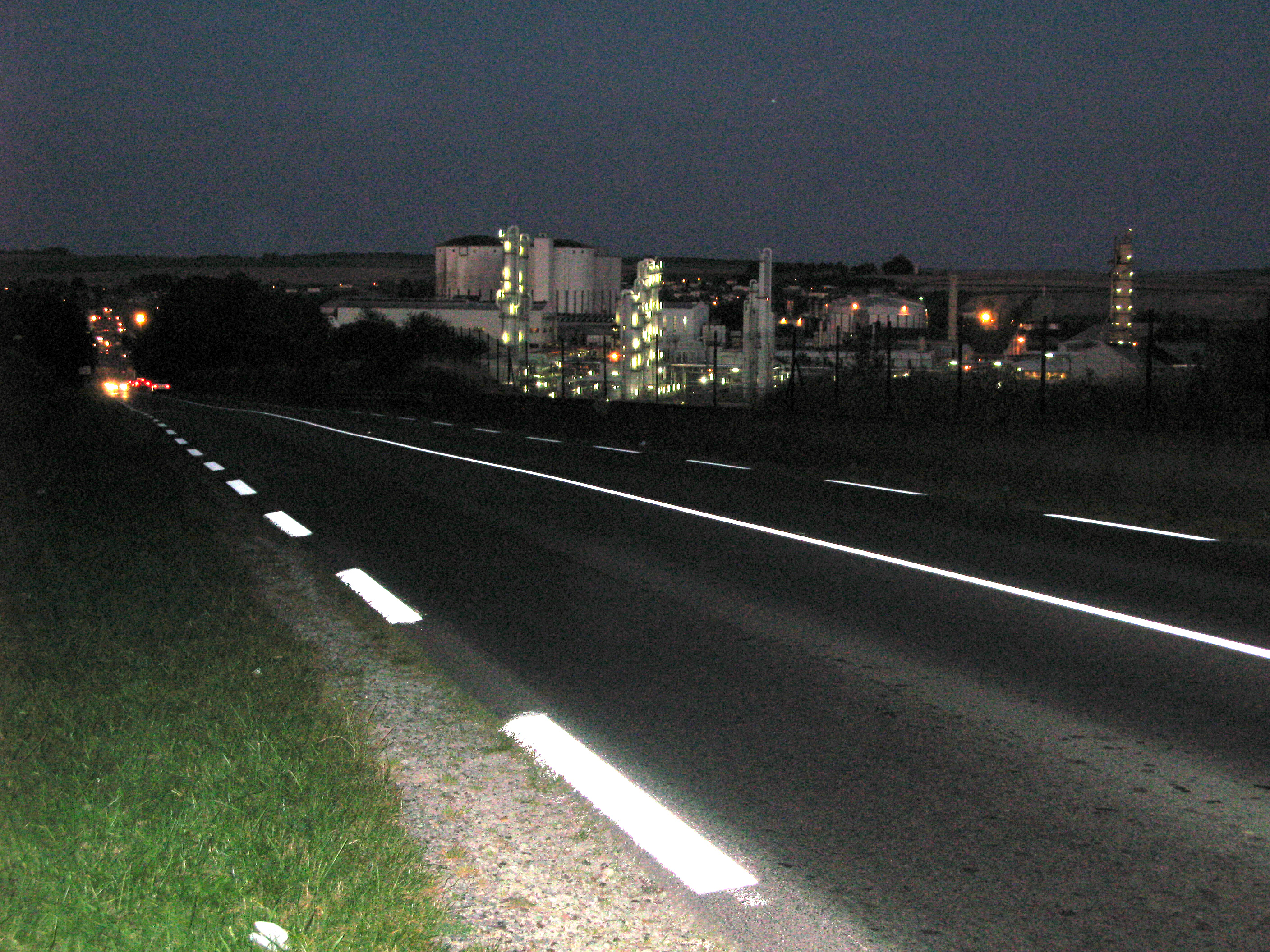
Distillerie Tereos située à l'ouest de la localité, vue à la tombée de la nuit depuis la route D 1029.

- Sucrerie et distillerie du groupe Tereos. La société exploite plusieurs sites en France et à l'étranger. Dans l'Aisne, il faut noter également ceux de Vic-sur-Aisne et de Bucy-le-Long.
- Anciennement une cimenterie, les Ciments d'Origny, qui faisait partie du groupe suisse Holcim (autrefois nommé Holderbank), dont le siège est à Holderbank (Argovie). Le site a été racheté par Tereos qui, après démantèlement des installations, y a installé sa distillerie.

## Culture locale et patrimoine

### Lieux et monuments
- Église Sainte-Benoîte-et-Saint-Vaast.
- Chapelle de Courjumelles.
- Oratoire Sainte-Benoite et calvaire, square Sainte-Benoite.
- Monument aux morts.
- Le cimetière allemand dans lequel reposent 3 941 soldats allemands, dont 934 dans deux fosses communes.

- La nécropole nationale d'Origny-Sainte-Benoite

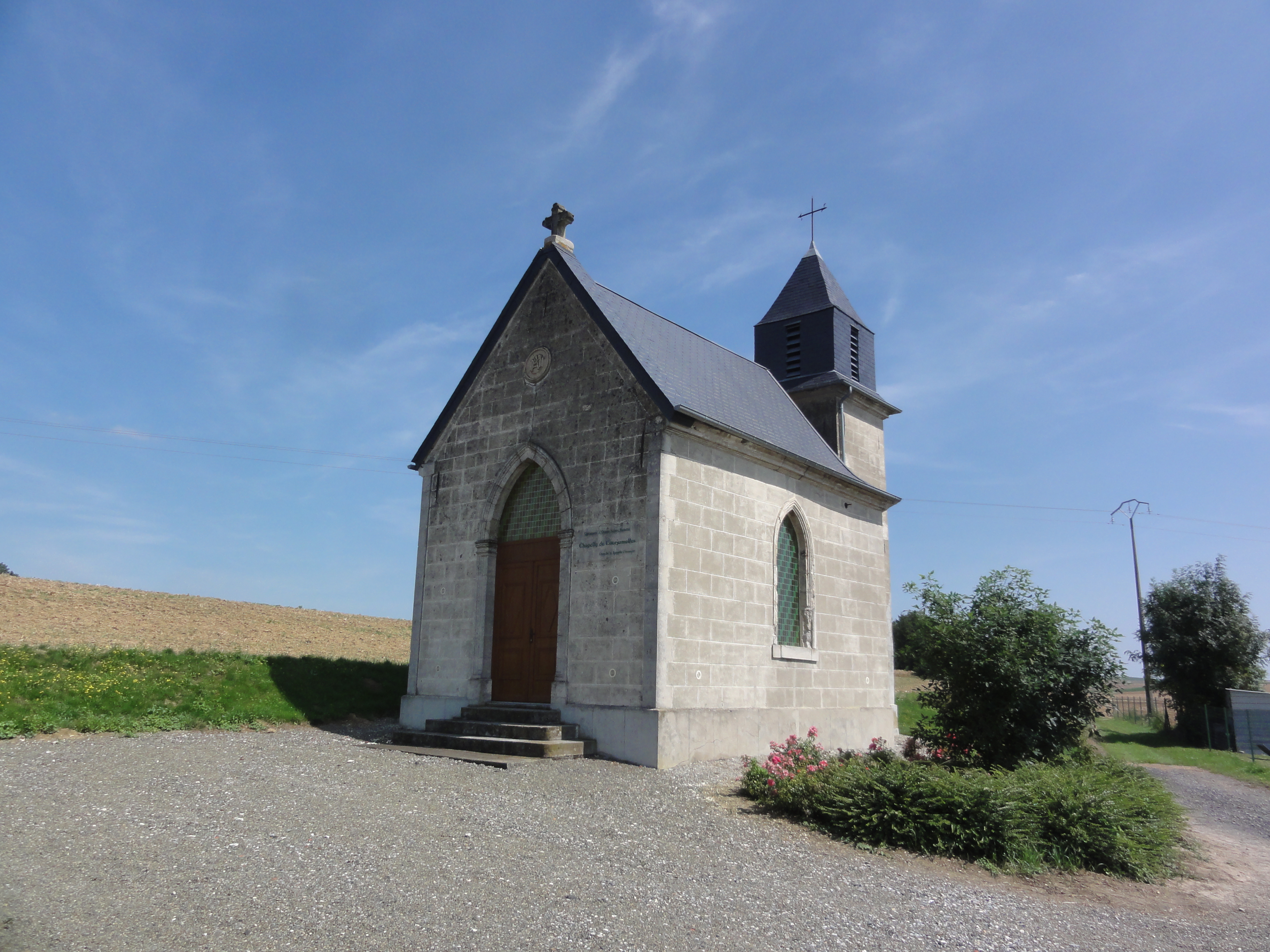
Chapelle de Courjumelles.
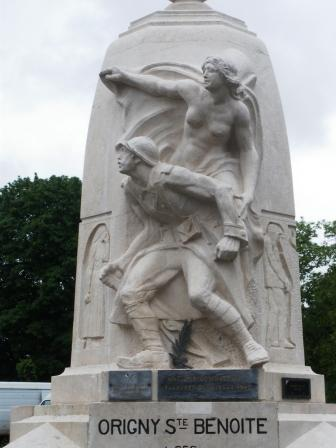
Monument aux morts.
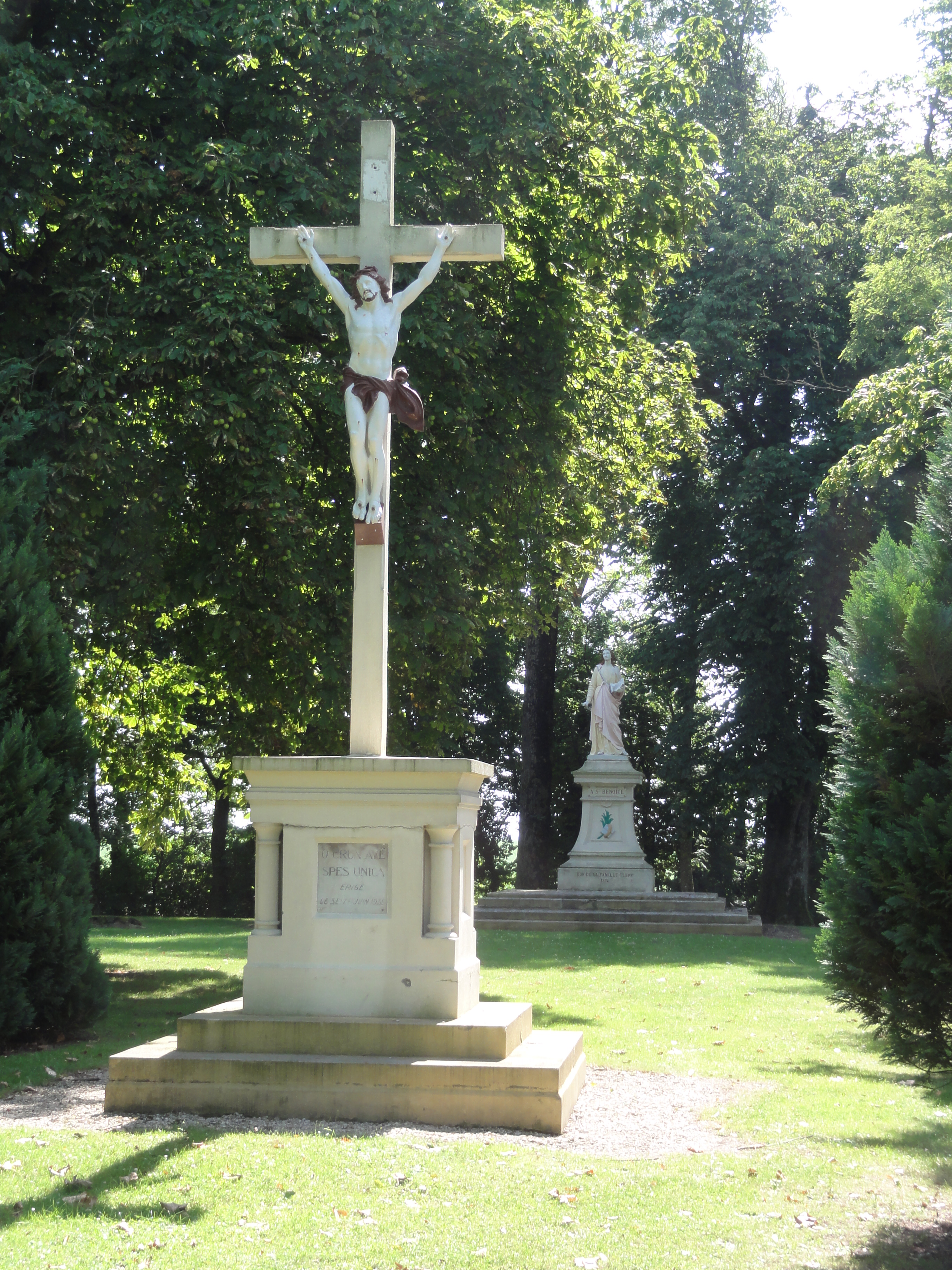
Square Sainte-Benoite avec calvaire et statue de sainte Benoite.
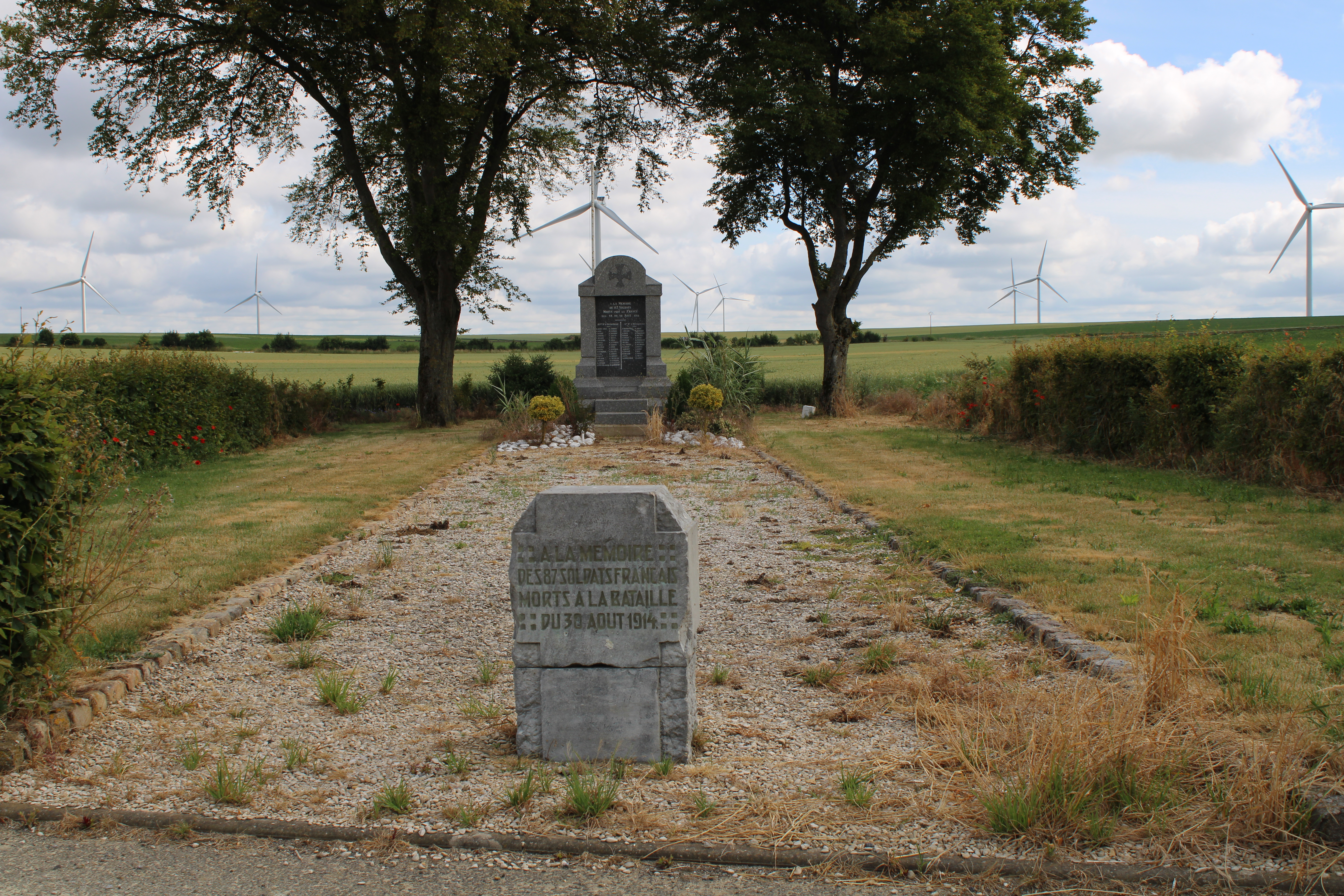
Nécropole nationale d'Origny-Sainte-Benoite
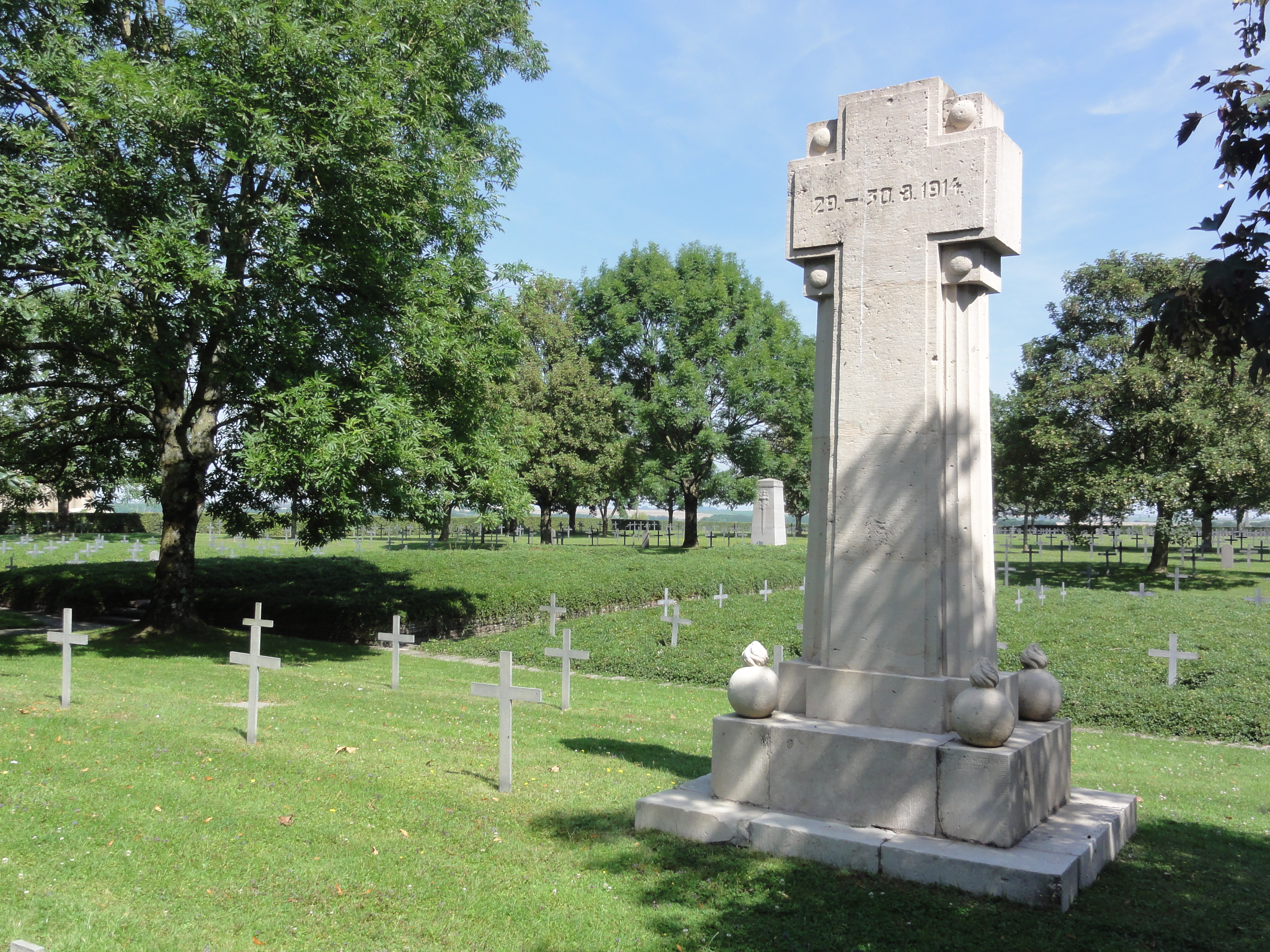
Cimetière allemand, la croix.
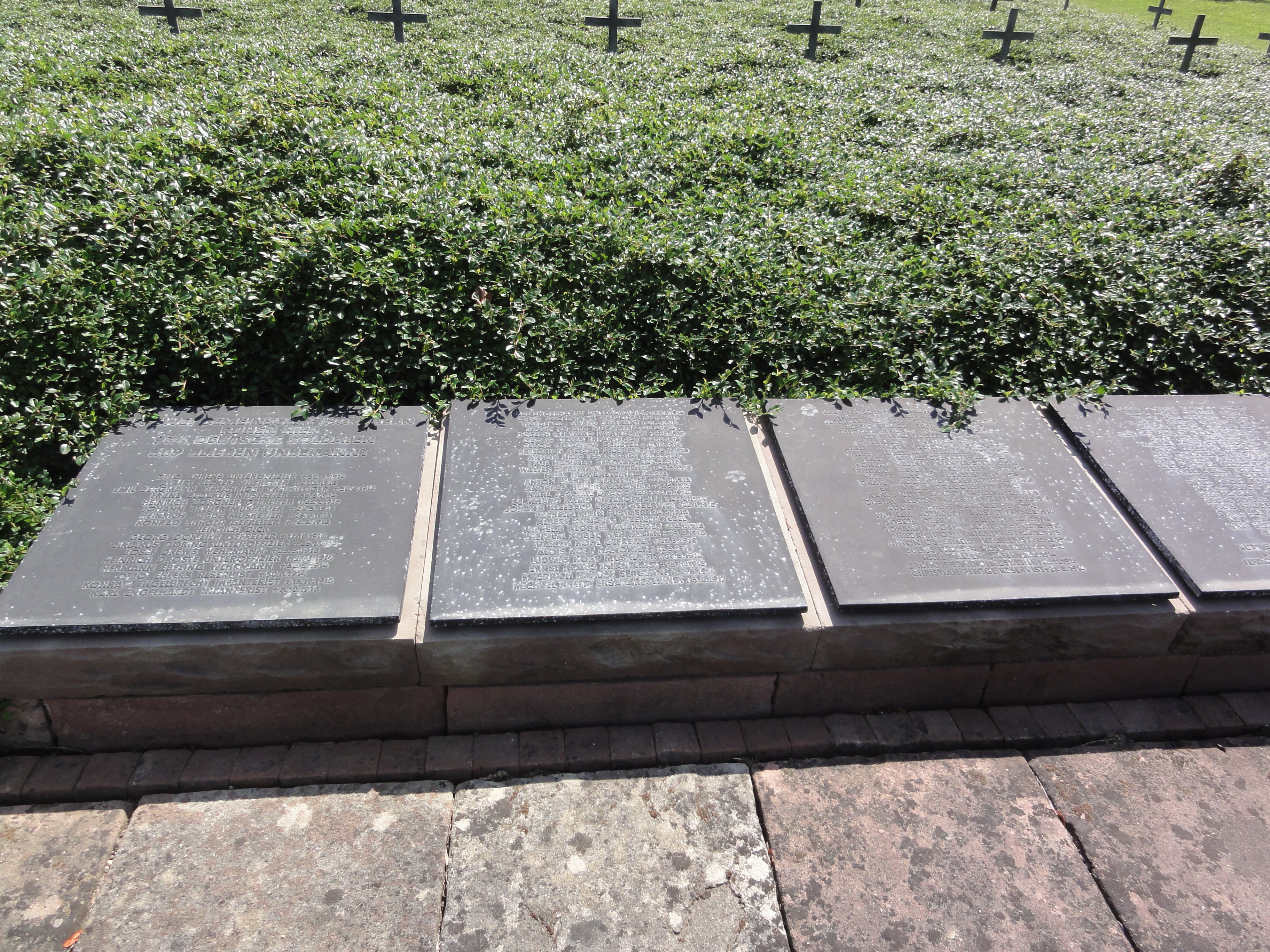
Cimetière allemand, fosse commune.

### Origny-Sainte-Benoîte dans les arts et la culture
Le romancier Robert Louis Stevenson a consacré des pages à Origny dans son Canaux et Rivières, d'Anvers à Compiègne.

### Personnalités liées à la commune
- Jean Florimond Gougelot (1743-1795) : général de brigade de la Révolution française, y est né.
- Le général Henri Giraud (1879-1949)  a été hospitalisé en 1914 dans l'hôpital de la ville après sa capture.
- René Dosière (1941- ) : homme politique, député de l'Aisne, spécialiste de la gestion des finances publiques, y est né .

### Héraldique
| Blason de Origny-Sainte-Benoite | Blason  | D'azur semé de fleurs de lys d'argent. Ornements extérieursCroix de guerre 1914-1918                           |
| Blason de Origny-Sainte-Benoite | Détails | La commune a adopté les armoiries de son abbaye bénédictine . Le statut officiel du blason reste à déterminer. |

## Pour approfondir